# Villa Argentina

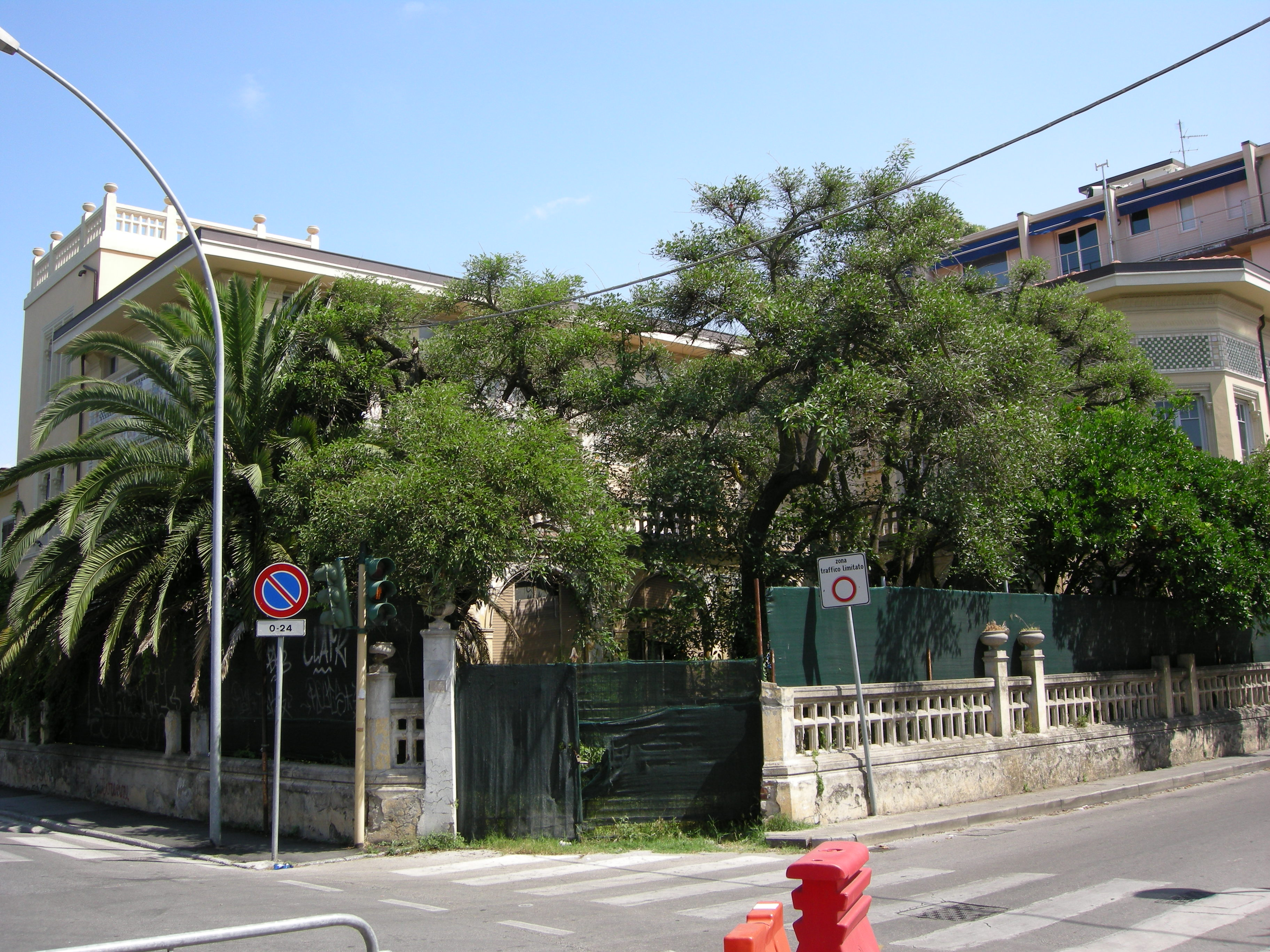
Villa Argentina (prima del restauro)

Villa Argentina è una dimora signorile situata in via A. Fratti angolo via A. Vespucci, 44-400 a Viareggio.

## Storia
L'edificio sorge nel 1868 all'interno di un vasto giardino posto in via Antonio Fratti, angolo via Amerigo Vespucci, nel quartiere residenziale detto "quattro venti" di Viareggio.
L'architetto Alessandro Lippi, nel 1926 realizza il progetto di ampliamento e di ristrutturazione, mentre il pittore Galileo Chini ne interviene con numerose decorazioni sia esterne che interne, che caratterizzano le facciate lungo il primo piano, e sono forse le più estese e rappresentative della sua opera, con pannelli a motivi geometrici che si alternano a decorazioni antropomorfe e floreali di chiara ispirazione neo-rinascimentale; in una successione molto interessante dal punto di vista compositivo e cromatico. Nella realizzazione è chiara la ricerca della tradizione delle ceramiche invetriate Fiorentine, anche se tramite l'uso di effetti a lustro metallico dona un aspetto moderno all'opera, che fonde il tardo liberty con il rinascimento in un insieme armonioso ed elegante. Queste decorazioni si differenziano da quelle realizzate da Chini per le terme "Berzieri" di Salsomaggiore, per una scelta stilistica chiarimente neorinascimentale rispetto alle sperimentazioni più eclittiche-liberty dello stabilimento termale.
Successivamente, la villa venne trasformata in albergo e subisce perciò un ampliamento nella parte posteriore a nord, fino ad affacciarsi con il prospetto sulla via A. Fratti, in aderenza a quello già esistente.
Le forme architettoniche assunte dall'ampliamento riprendono i caratteri e la tipologia dell'edificio esistente, prive però di ceramiche o decorazioni sulla facciata, mentre la torretta con vista verso il mare rappresenta l'elemento più significativo del nuovo corpo edilizio, risale al 1938.
Anche all'interno della villa, Galileo Chini ha sicuramente operato, soprattutto nel salone principale del piano terra, dove ricche decorazioni orientali a stucchi ricoperti di foglia d'argento dorate con la tecnica della verniciatura a mecca fiorentina,fanno da corredo alla grande pittura parietale di G. Biasi, realizzata negli anni Venti e intitolata "Matrimonio Persiano".

## Descrizione

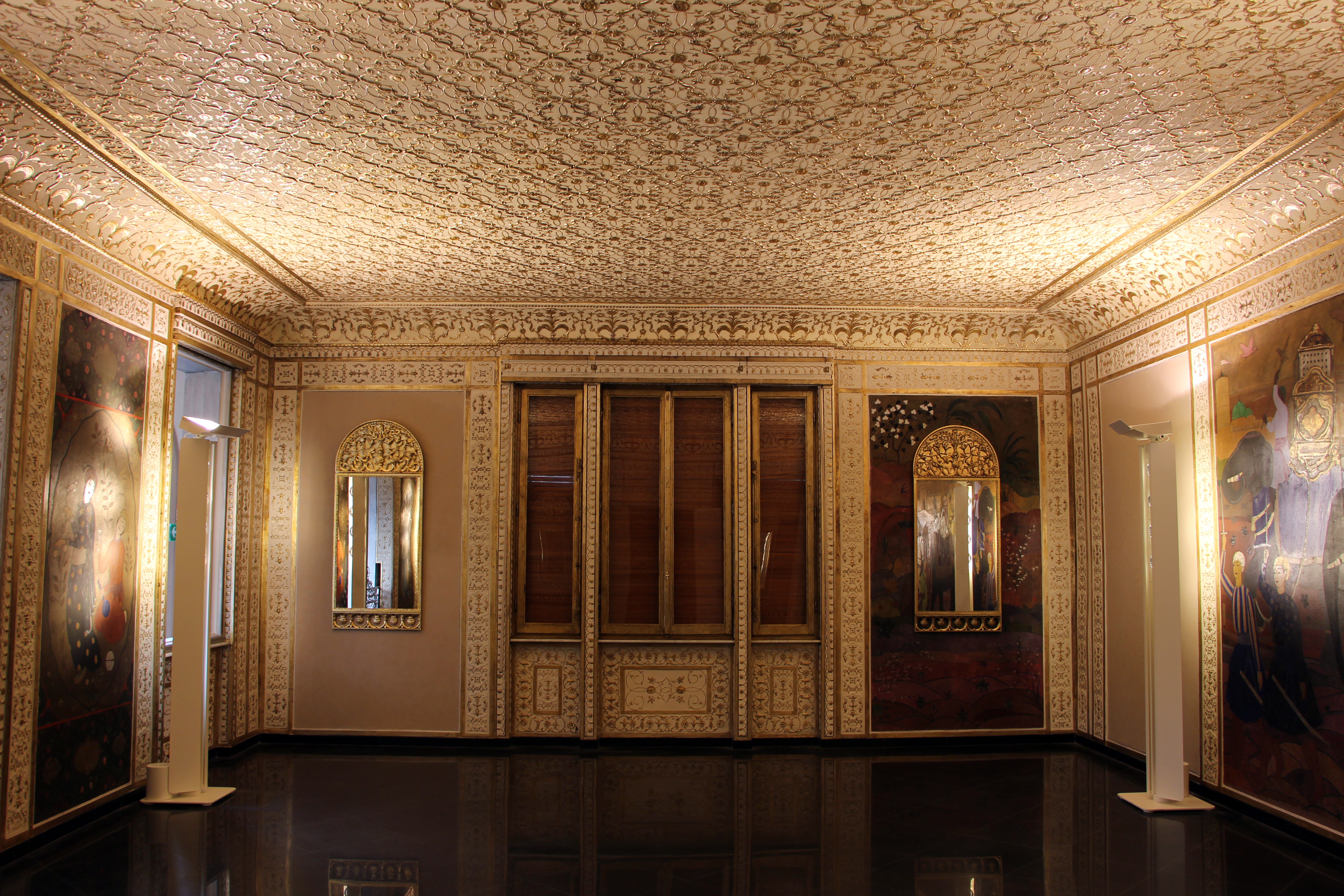
Il salone decorato da Giuseppe Biasi

Situata ai margini della pineta di ponente, essa assume le caratteristiche di "villa urbana viareggina, mediando le forme del palazzo cittadino e della residenza di campagna. Con il palazzo essa ha in comune la posizione allineata su uno o più fronti-strada, con la villa l'individualità del corpo di fabbrica e la ricerca di un rapporto esclusivo con gli edifici circostanti e con il verde" Il 23 ottobre 2000 a Roma viene sottoscritto un Protocollo di Intesa per l'acquisto , il restauro, la valorizzazione e la gestione della "Villa Argentina" in Viareggio (LU) tra il Ministero dei BBAACC rappresentato dal Sottosegretario di Stato On. Carlo Carli, la Provincia di Lucca rappresentata dal Presidente Andrea Tagliasacchi, il Comune di Viareggio rappresentato dal Sindaco Marco Marcucci. Con questo protocollo d'intesa la Provincia si impegna all'acquisto del Complesso entro il febbraio 2001; il Ministero si impegna al restauro, all'adeguamento funzionale e alla valorizzazione per un ammontare complessivo non superiore a Lire tremiliardi; il Comune di Viareggio si impegna al trasferimento del Centro Liberty nei locali del Complesso. Ministero, Provincia e Comune concordano che il Complesso sarà adibito: 1) Palazzo del Turismo e della Cultura; 2) Centro Liberty del Comune di Viareggio.
Dopo un periodo molto lungo di lavori (con sospensione ed interruzione) il 23 novembre 2014, a cura della Provincia di Lucca (divenuta proprietaria del Complesso) e di fronte a una grande folla festosa di cittadini viene inaugurato il Complesso di Villa Argentina quale bene storico artistico pubblico.
La Villa è stata per molti anni attiva e fiorente come attrezzatura alberghiera, godendo di un'ottima posizione per la vicinanza del mare e della pineta di ponente che si trova di fronte subito oltre la strada.
Interamente recintata sui lati strada, con muretto basso intonacato sormontato da elementi modulari in cemento scanditi in modo regolare da pilastrini su cui poggiano vasi ornamentali, l'ingresso principale alla villa è posto in angolo tra le due strade, mentre sulla via A. Vespucci si trova quello secondario e l'accesso carrabile che porta nella corte interna.
Il giardino si presenta in stato di assoluto degrado, dovuto all'abbandono totale delle sistemazioni e delle piante presenti.

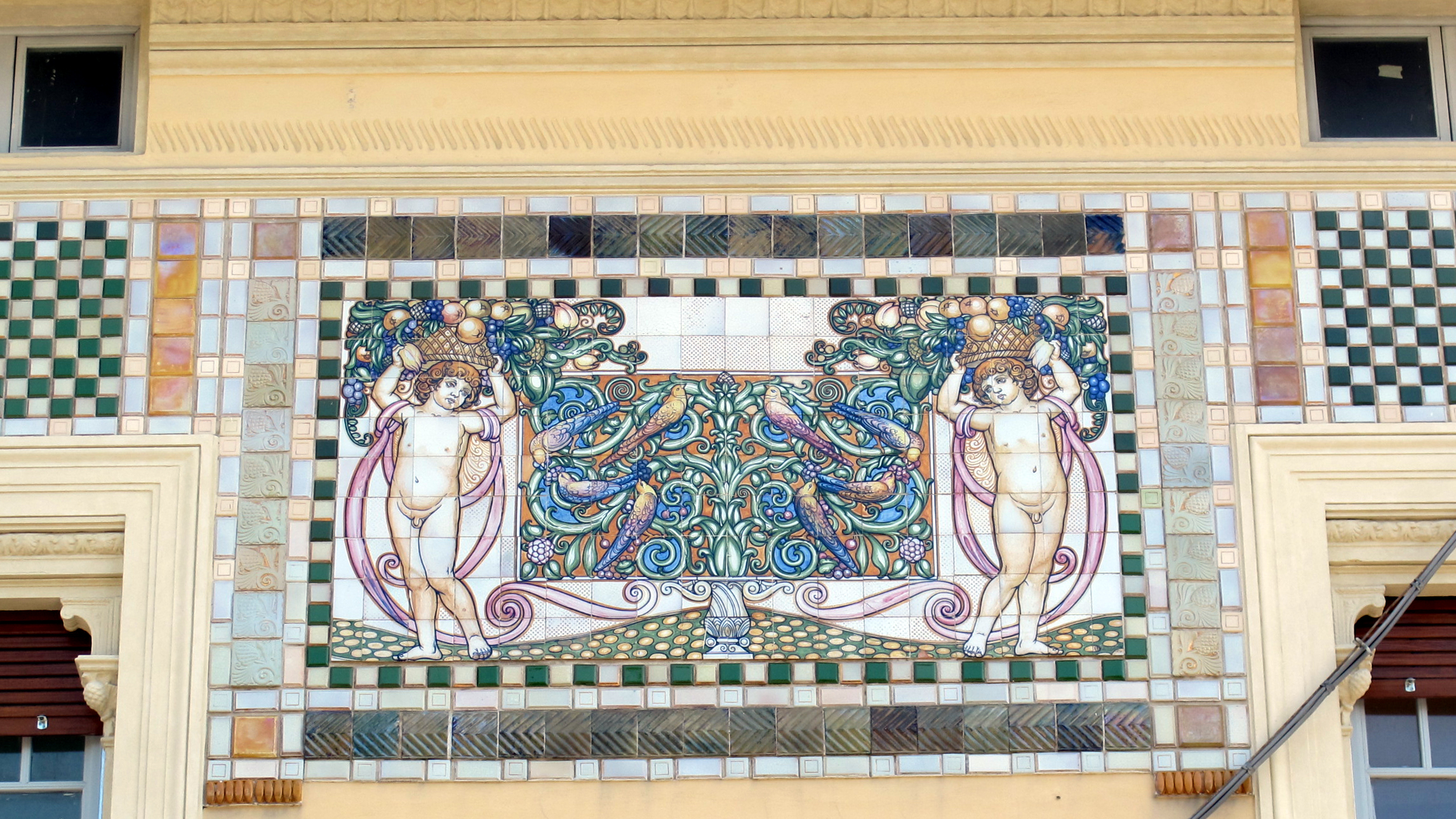
Ceramiche della Manifattura Chini

La parte originaria della villa, cioè quella costruita nel 1868, si eleva su due piani fuori terra, mentre l'ampliamento, oltre ai due piani collegati al corpo preesistente, ospita anche un ulteriore piano sottotetto.
Insieme all'ampliamento di notevole importanza è stata la ristrutturazione totale che l'arch. Alfredo Belluomini e Galileo Chini hanno ideato in quegli anni. La denominazione "Villa Argentina" appare per la prima volta, in omaggio della proprietaria di allora Francesca Racca Oytana di provenienza argentina, nel 1926 sul progetto di ampliamento dell'immobile.
Degno di nota risulta ancora il portico del piano terra, un tempo aperto e successivamente chiuso con vetrate, per motivi di necessità funzionale dell'attività alberghiera. Con la terrazza sovrastante su cui si affacciano i locali del piano superiore esso costituisce un motivo aggregante tra il vecchio e il nuovo e un equilibrio volumetrico che caratterizza la posizione d'angolo della villa.
Collocati esternamente lungo il prospetto del primo piano, i pannelli decorativi elaborati da Galileo Chini si alternano a quelli geometrici a scacchiera posti sopra le aperture, e a quelli con figure di nudi amorini. Il pannello più grande e più rappresentativo, dove si evidenzia l'originalità dell'opera di Chini è posto tra le due finestre del prospetto rivolto verso via Fratti.
Internamente risulta significativo il salone interno con decorazione parietale di Giuseppe Biasi realizzata negli anni Venti.
Nel prospetto est, al confine della proprietà, dove risulta il passaggio carrabile, è collocata al piano terreno una piccola vetrata colorata che riporta la sigla "S e C".
Con decreto del 23 giugno 1989 del Ministro per i beni Culturali e Ambientali, Vincenza Bono Parrino, l'immobile denominato "Villa Argentina" è dichiarato di interesse particolarmente importante ai sensi della legge 1º giugno 1939 n° 1089.

## Biblioteca Milziade Caprili
Dal 12 giugno 2016 Villa Argentina ospita la sede della biblioteca Milziade Caprili, che ha trovato sede in un'ala di Villa Argentina al quale si può accedere da un ingresso separato. La biblioteca, intitolata al senatore viareggino Milziade Caprili, già vicepresidente del Senato, ha un patrimonio librario di quasi diecimila volumi che vanno dalla storia alla letteratura.